# Манфред Малкін
Манфред Малкін (англ. Manfred Malkin; 11 серпня 1883, Одеса — 8 січня 1966, Нью-Йорк) — американський піаніст і музичний педагог російського походження. Брат Жака і Джозефа Малкіна.
Слідом за братами на рубежі XIX—XX століть навчався в Паризькій консерваторії, дебютував як концертний піаніст в 1903 році в Парижі, виступав також у складі сімейного тріо (пізніше відродженого в США і в 1928 році записаного тріо Бедржиха Сметани). З початку 1910-х рр. влаштувався в США, виступав в Карнегі-холі. З 1913 року Малкін також керував невеликою приватною консерваторією в Нью-Йорку; серед її викладачів був, зокрема, Макс Персін, а серед учнів — композитор Вільям Шуман, піаністка Хелен Фогель, скрипаль Джуліус Шульман. Після того, як на початку 1930-х рр. власна консерваторія Малкіна закрилася, він викладав в іншій Консерваторії Малкіна, бостонській, заснованій його братом Джозефом.
Сестра — оперна співачка (сопрано) Беата Малкін (1892—1973).